# Solominové

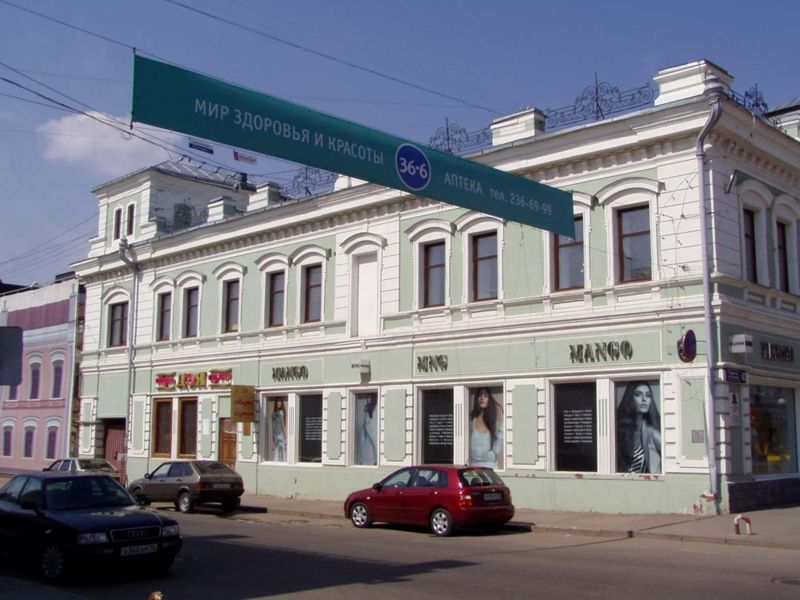
Palác Solominů v Kazani

Solominové (rusky:Соломины) je starý severoruský šlechtický rod, který je větev rodu Aladinů (z ruské panovnické dynastie Rurikovců, z knížat Smolenských). Za zakladatele je považován Ivan Jakovlevič Aladin-Monastyrjov.
Rod žil v Běloozeru i na Vjatku.

## Slavné osobnosti
- Vasilij Anatoljevič Solomin
- Vasilij Jefimovič Solomin
- Vitalij Ivanovič Solomin
- Pjotr Andrejevič Solomin
- Timofej Mihajlovič Solomin
- Vera Jakovlevna Solomina